# Zasłonak osłonięty

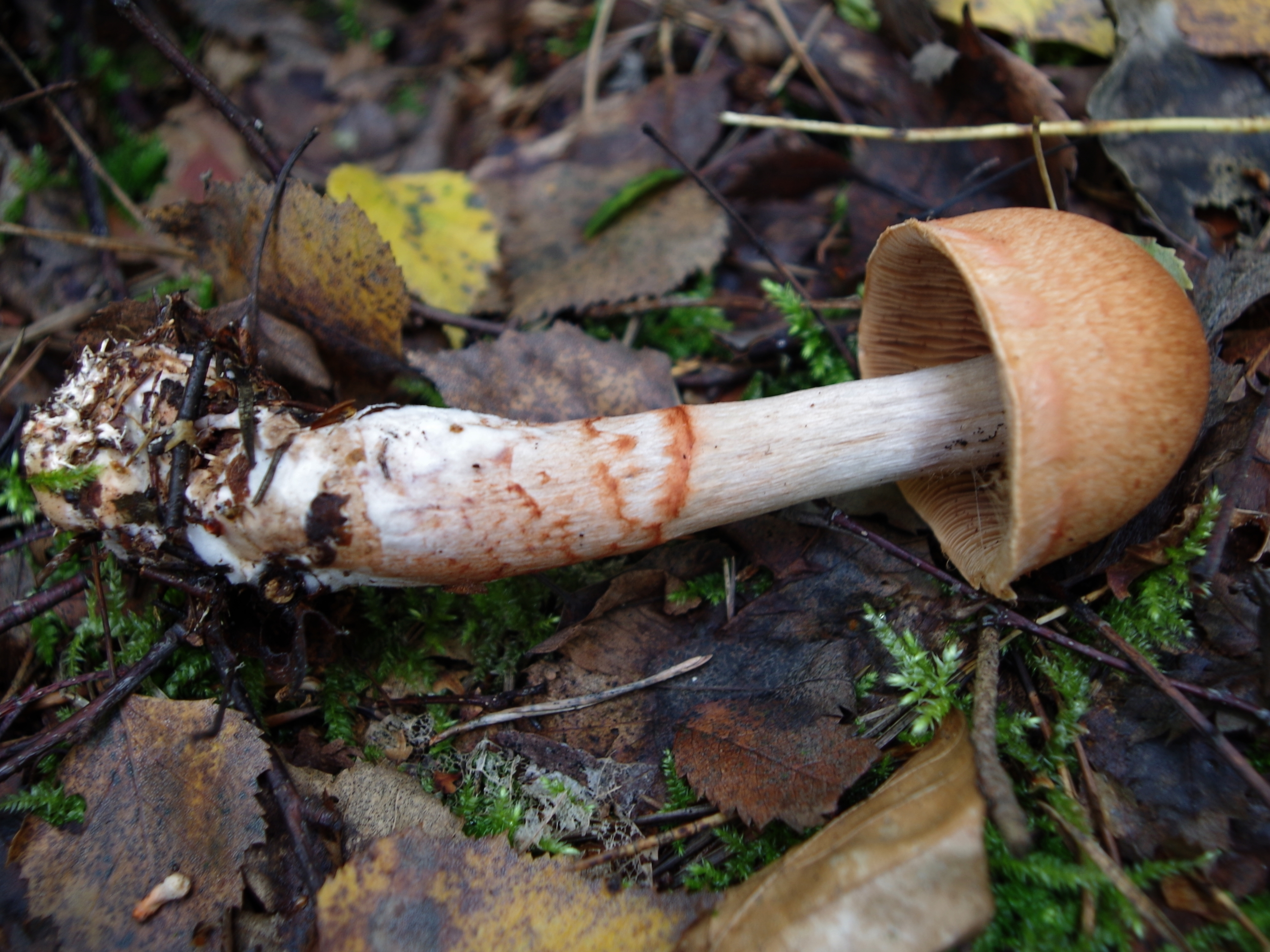

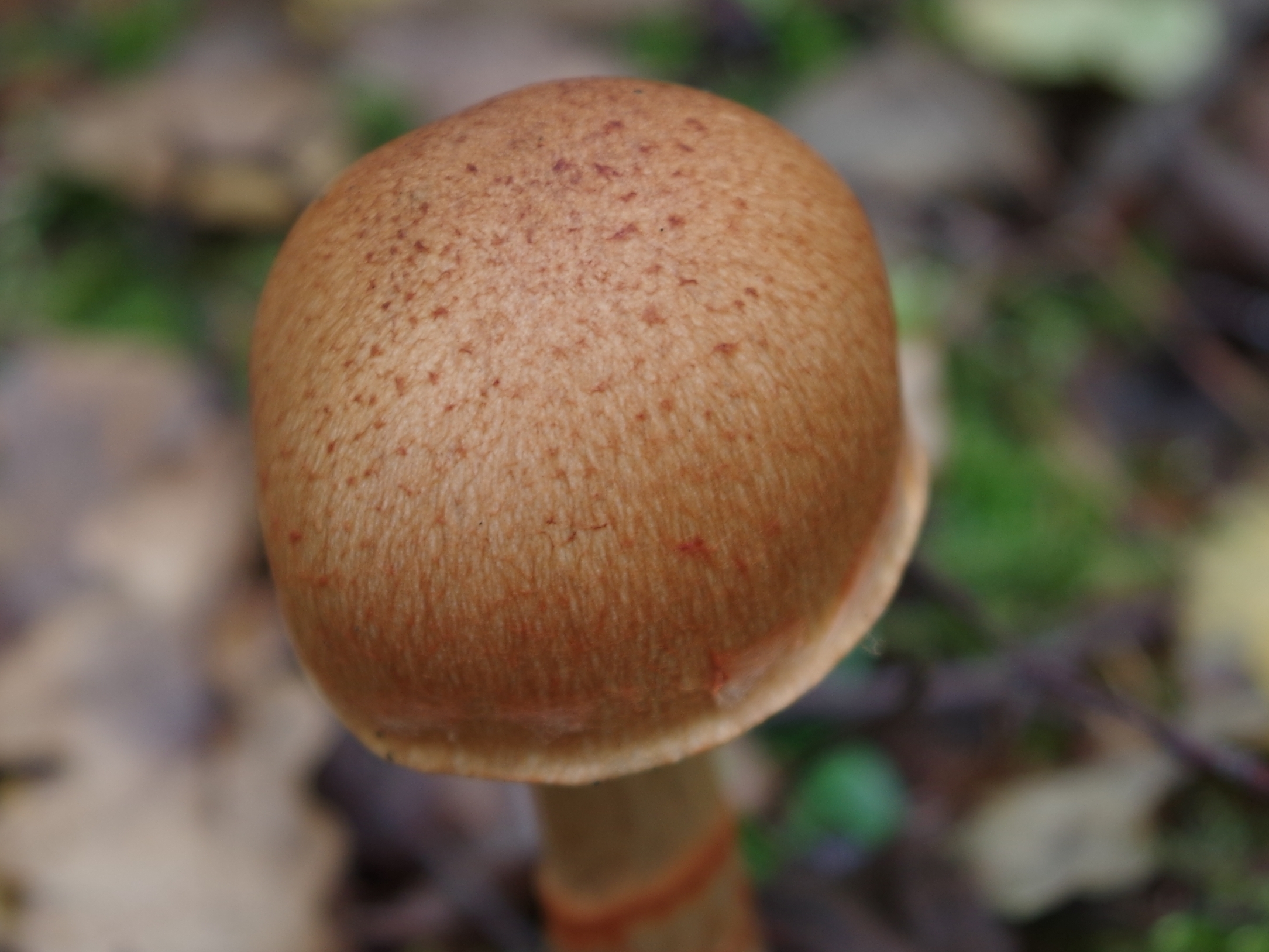

Zasłonak osłonięty (Cortinarius armillatus (Fr.) Fr.) – gatunek grzybów należący do rodziny zasłonakowatych (Cortinariaceae).

## Systematyka i nazewnictwo
Pozycja w klasyfikacji według Index Fungorum: Cortinarius, Cortinariaceae, Agaricales, Agaricomycetidae, Agaricomycetes, Agaricomycotina, Basidiomycota, Fungi.
Po raz pierwszy opisał go w 1818 r. Elias Fries, który nadał mu nazwę Agaricus armillatus. W 1838 r. ten sam autor przeniósł go do rodzaju Cortinarius jako C. armillatus i jest to nazwa uznana przez Index Fungorum.
Niektóre synonimy naukowe:
- Agaricus armillatus Fr. 1818
- Hydrocybe armillata (Fr.) M.M. Moser 1953
- Telamonia armillata (Fr.) Wünsche 1877

Nazwę polską nadał Andrzej Nespiak w 1981 r., wcześniej (w 1955 r.) gatunek ten opisywany był przez Stanisława Domańskiego jako zasłonak ozdobny.

## Morfologia
Kapelusz
Średnica kapelusza 5–15 cm. Jest niehigrofaniczny. Kształt u młodych owocników półkulisty, później łukowaty, w końcu rozpostarty z tępym i szerokim garbem. Brzeg długo pozostaje podwinięty. Powierzchnia młodych owocników promieniście włókienkowata, starszych łuseczkowato-włóknista. Na brzegach resztki czerwonej zasnówki. Barwa rdzawobrązowa, cynamonowoczerwonawa lub rudawa. Charakterystyczną cechą tego gatunku jest często spotykany dzwonkowaty kształt kapelusza.
Blaszki
Szerokie, nieco wycięte ząbkiem, o ostrzach białawych i nieco karbowanych. U młodych okazów mają barwę jasnoochrową, u starszych czerwonobrązową.
Trzon
Wysokość 7–16 cm, grubość 1–4 cm, kształt walcowaty, podstawa bulwiasto zgrubiała. Jest pełny. Powierzchnia jasnofioletowo-brązowa, pokryta ceglastej barwy, włóknistymi resztkami osłony, które w miarę wzrostu trzonu tworzą liczne zazwyczaj opaski. Podstawa biała i filcowata.
Miąższ
O barwie od białawożółtoczerwonawej do bladobrązowej. Smak łagodny, zapach niewyraźny.
Cechy mikroskopowe
Wysyp zarodników rdzawobrązowy. Zarodniki o rozmiarach 9–12 × 5–7 μm, elipsoidalne, drobno brodawkowane, umiarkowanie amyloidalne. Grubość ich ścian wynosi około 0,75 μm. Cheilocystyd i pleurocystyd brak.
Gatunki podobne
Zasłonak osłonięty posiada kilka charakterystycznych cech: czerwone opaski na trzonie, często dzwonkowaty kapelusz, zwisające czerwone resztki zasnówki na brzegach. Umożliwiają one dość łatwe odróżnienie go od innych gatunków zasłonaków. Nieco podobny jest zasłonak krwawy (Cortinarius buillardii).

## Występowanie i siedlisko
Opisano jego występowanie w Ameryce Północnej, Europie, Korei, Japonii i w środkowej Afryce. W regionach, gdzie znajduje sprzyjające warunki, np. w lasach Skandynawii czy Bawarii, często występuje bardzo licznie. W Polsce jest gatunkiem dość pospolitym.
Rośnie na ziemi, w lasach liściastych i mieszanych, zaroślach, przy drogach. Owocniki tworzy od lipca do października.

## Znaczenie
Naziemny grzyb mikoryzowy. Żyje w symbiozie z brzozą. Niektóre atlasy grzybów podają, że jest jednym z niewielu zasłonaków, które są jadalne, w innych atlasach jednak opisany jest jako grzyb niejadalny. Biorąc pod uwagę, że większość zasłonaków jest trująca, lepiej nie zbierać żadnego zasłonaka w celach spożywczych.